# Geodia rovinjensis
Geodia rovinjensis är en svampdjursart som beskrevs av Müller, Zahn, Zahn, Rijavec, Batel, Kurelec och Müller 1983. Geodia roviniensis ingår i släktet Geodia och familjen Geodiidae.
Artens utbredningsområde är havet utanför Kroatien. Inga underarter finns listade i Catalogue of Life.